# Campeonato Europeo de Lucha de 2003
El LV Campeonato Europeo de Lucha se celebró en dos sedes distintas. Las competiciones de lucha grecorromana en Belgrado (Serbia y Montenegro) el 25 de mayo y las de lucha libre masculina y femenina en Riga (Letonia) entre el 2 y el 4 de mayo de 2003. Fue organizado por la Federación Internacional de Luchas Asociadas (FILA) y las correspondientes federaciones nacionales de los países sedes respectivos.

## Resultados

### Lucha grecorromana masculina
| Evento | Oro                     | Plata                            | Bronce                      |
| ------ | ----------------------- | -------------------------------- | --------------------------- |
| 55 kg  | Marian Sandu · Rumania  | Roman Amoyan Armenia             | Olexi Vakulenko · Ucrania   |
| 60 kg  | Armen Nazarian Bulgaria | Suren Hevorkian · Ucrania        | Rustem Mambetov · Rusia     |
| 66 kg  | Şeref Eroğlu Turquía    | Armen Vardanian · Ucrania        | Serguei Kuntarev · Rusia    |
| 74 kg  | Alexei Glushkov · Rusia | Aliaxandr Kikiniou · Bielorrusia | Serkan Özden Turquía        |
| 84 kg  | Alexei Mishin · Rusia   | Levon Guegamian Armenia          | Mujran Vajtangadze Georgia  |
| 96 kg  | Ramaz Nozadze Georgia   | Mirko Englich · Alemania         | Davyd Saldadze · Ucrania    |
| 120 kg | Juha Ahokas · Finlandia | Mihály Deák-Bárdos · Hungría     | Xenofón Kutsiumbas · Grecia |

### Lucha libre masculina
| Evento | Oro                          | Plata                        | Bronce                       |
| ------ | ---------------------------- | ---------------------------- | ---------------------------- |
| 55 kg  | Namiq Abdullayev Azerbaiyán  | Amiran Kardanov · Grecia     | Mavlet Batirov · Rusia       |
| 60 kg  | Anatolie Guidea Bulgaria     | Arif Kama Turquía            | Petru Toarcă · Rumania       |
| 66 kg  | Irbek Farniyev · Rusia       | Elbrus Tedeyev · Ucrania     | Ömer Çubukçu Turquía         |
| 74 kg  | Árpád Ritter · Hungría       | Alexander Leipold · Alemania | Murad Gaidarov · Bielorrusia |
| 84 kg  | Revaz Mindorashvili Georgia  | Mamed Agayev Armenia         | Vadim Laliyev · Rusia        |
| 96 kg  | Jadzhimurat Gatsalov · Rusia | Fatih Çakıroğlu Turquía      | Vadym Tasoyev · Ucrania      |
| 120 kg | David Musulbes · Rusia       | Serhi Priadun · Ucrania      | Alexi Modebadze Georgia      |

### Lucha libre femenina
| Evento | Oro                          | Plata                             | Bronce                          |
| ------ | ---------------------------- | --------------------------------- | ------------------------------- |
| 48 kg  | Brigitte Wagner · Alemania   | Liliya Kaskarakova · Rusia        | Angélique Berthenet Francia     |
| 51 kg  | Natalia Karamchakova · Rusia | Ida Hellström · Suecia            | Alexandra Engelhardt · Alemania |
| 55 kg  | Natalia Golts · Rusia        | Sofía Pumpuridu · Grecia          | Sylwia Bileńska · Polonia       |
| 59 kg  | Monika Michalik · Polonia    | Stefanie Stüber · Alemania        | Olha Kryhina · Ucrania          |
| 63 kg  | Lene Aanes · Noruega         | Nikola Hartmann-Dünser · Austria  | Sara Eriksson · Suecia          |
| 67 kg  | Lise Legrand Francia         | Valeriya Zlatova · Ucrania        | Ewelina Pruszko · Polonia       |
| 72 kg  | Anita Schätzle · Alemania    | Kateřina Hálová · República Checa | Monika Kowalska · Polonia       |

## Medallero
| Núm. | País            | Oro | Plata | Bronce | Total |
| ---- | --------------- | --- | ----- | ------ | ----- |
| 1    | Rusia           | 7   | 1     | 4      | 12    |
| 2    | Alemania        | 2   | 3     | 1      | 6     |
| 3    | Georgia         | 2   | 0     | 2      | 4     |
| 4    | Bulgaria        | 2   | 0     | 0      | 2     |
| 5    | Turquía         | 1   | 2     | 2      | 5     |
| 6    | Hungría         | 1   | 1     | 0      | 2     |
| 7    | Polonia         | 1   | 0     | 3      | 4     |
| 8    | Francia         | 1   | 0     | 1      | 2     |
| 8    | Rumania         | 1   | 0     | 1      | 2     |
| 10   | Azerbaiyán      | 1   | 0     | 0      | 1     |
| 10   | Finlandia       | 1   | 0     | 0      | 1     |
| 10   | Noruega         | 1   | 0     | 0      | 1     |
| 13   | Ucrania         | 0   | 5     | 4      | 9     |
| 14   | Armenia         | 0   | 3     | 0      | 3     |
| 15   | Grecia          | 0   | 2     | 1      | 3     |
| 16   | Bielorrusia     | 0   | 1     | 1      | 2     |
| 16   | Suecia          | 0   | 1     | 1      | 2     |
| 18   | Austria         | 0   | 1     | 0      | 1     |
| 18   | República Checa | 0   | 1     | 0      | 1     |
|      | TOTAL           | 21  | 21    | 21     | 63    |